# AYA (album)
AYA – dziewiąta płyta Kasi Kowalskiej, wydana została 22 czerwca 2018 roku.
Promocja albumu rozpoczęła się w czerwcu 2016 wraz z zaprezentowaniem pierwszego singla „Aya”. Do piosenki powstał teledysk nagrany w Stanach Zjednoczonych. Drugi singiel, „Alannah (tak niewiele chcę)”, miał swoją premierę 15 marca 2018, do którego teledysk nakręcono we włoskiej Lombardii. Dzień przed premierą na antenie Polskiego Radia Programu Trzeciego zaprezentowano utwór „Dla Taty”, który początkowo miał być kolejnym singlem.
Album zadebiutował na 2. miejscu zestawienia OLiS. 12 października 2018 album ukazał się na płycie gramofonowej.
Trzeci singiel, „Teraz kiedy czuję”, miał swoją premierę 17 października 2018 na antenie radia RMF. W styczniu 2019 album uzyskał dwie nominacje do nagrody polskiego przemysłu fonograficznego Fryderyk w kategorii album roku pop i najlepsza oprawa graficzna za album AYA. Czwarty singiel, „Dla Taty”, miał swoją premierę 31 maja 2019. Do utworu powstał animowany teledysk. Piąty singiel, „Tam gdzie nie sięga ból”, ukazał się 30 października 2019 wraz z lyric video, które zostało nagrane podczas sesji zdjęciowej w Norwegii.
8 kwietnia 2020 roku album uzyskał status złotej płyty, za sprzedaż w nakładzie przekraczającym 15 tysięcy kopii.

## Lista utworów
1. "Aya"
2. "Dla Taty"
3. "Alannah (tak niewiele chcę)"
4. "Teraz kiedy czuję"
5. "Czas się kurczy"
6. "Czerń i biel"
7. "Miłosne zbrodnie"
8. "Wyspy miliardów gwiazd"
9. "Przebaczenia akt"
10. "Krew ścinanych drzew"
11. "Tam gdzie nie sięga ból"
12. "Somewhere inside" (gościnnie: Alannah Myles - (bonus track)
13. "Teraz kiedy czuję (Acoustic Version)" - (Hidden Track)

## Pozycja na liście sprzedaży
| Kraj   | Lista sprzedaży (2018)    | Najwyższa pozycja |
| ------ | ------------------------- | ----------------- |
| Polska | Oficjalna Lista Sprzedaży | 2                 |